# Amargar
Amargar (em persa médio: āmārgar) foi um título em persa médio e parta que designava o ofício de coletor de impostos. Nos últimos tempos, o termo amargar foi revivido pelo academia persa com o significado de "estatístico, funcionário do censo".

## Etimologia
O termo que originou o persa médio amargar é atestado pela primeira vez no século V a.C. como empréstimo de duas línguas semíticas: [ḫ]a-am-ma-ra-(a-)ka-a-r[u?], am-mar-kar-ra, am-ma-ri/ru-a-kal em babilônio tardio e hmrkʾ (depois ʾmrkl) em aramaico. A julgar pelo termo armênio também emprestado hamaracar (hamarakar), era na origem escrito com h-; o comprimento das vogais é incerto. A julgar que em persa a raiz *hmar, "imaginar" cedo e em todo lugar perdeu sua consoante diretamente antes do -m- (exceto, quando, após i, foi preservada como -š-), é certo que o termo deve ter sido construído de ham' e uma forma de mar. Isso é corroborado pela escrita babilônica, que utiliza -mm-, do mesmo modo que as grafias partas com inicial ʾ- (Nisa ʾhmrkr; Paiculi ʾḥmrkr) não discorda disso. Apenas nas inscrições em persa médio (ʾmʾlkly em Paiculi) e selos (ḥmʾlkly) o comprimento da segunda vogal é revelado. Desse modo, *hammāra-kara- do persa antigo torna-se *hammārgar e então āmārgar, assim como *ham + âŠ mauk dá o parta maniqueísta ʾmwxtn, ʾmwc- contra o persa médio maniqueísta hmwxtn, hmwc- e o persa moderno āmōxtan, āmōz- ("ensinar").

## Uso
O amargar tinha relações com o hamaracara referido em documentos do Império Aquemênida, sobretudo do século V a.C.. Um amargar é citado em Nisa em 81 a.C., durante o Império Arsácida portanto. No Império Sassânida, era uma espécie de coletor de impostos ou oficial fiscal chefe e era essencial à administração provincial, podendo ser designado para uma, duas ou mesmo três cidades que atuavam como sedes distritais. Amargares mais relevantes podiam receber o controle de uma província inteira, como nos casos da Carmânia, Sinde, Pérsis, Arbaistão ou Assuristão, Média, Azerbaijão e talvez Vaspuracânia (esse nome depende da leitura da fonte que cita-a, o cronista armênio Sebeos, com alguns optando por traduzir o termo armênio correspondente como vāspuhrakān, ou seja, a "nobreza mais elevada"). Talvez no século IV, Bete Garmai e Adiabena também tiveram seus amargares.
Numa ocasião, no fim do século III, amargares são citados junto de sátrapas e outros oficiais. No auge da dinastia, o "amargar do Irã" (Ērān-āmārgar) era encarregado de serviços financeiros no império; A. Christensen sugeriu a leitura de ērānmārḡar no Livro de Fars de ibne de Bactro, fazendo o Ērān-āmārgar um representante do grão-framadar. No Império Sassânida, o amargar era qualificado a fazer a avaliação imobiliária, lidar com questões imobiliárias, etc., bem como coletar e armazenar impostos dentro de sua jurisdição como o caso do coletor de Ispaã no tempo do xá Cosroes II (r. 590–628). Um texto cristão refere-se ao julgamento de um amargar e ao de outros funcionários provinciais.